# 仙石原村
仙石原村（せんごくはらむら）は、神奈川県の西部、足柄下郡にあった村。

## 地理
神奈川県の西部に位置し、中央を東西に早川が流れる。
- 山:金時山、台ヶ岳
- 河川:早川

## 歴史

### 沿革

#### 前史
- 1626年（寛永3年） - 箱根裏街道監視のため、関所が設置された[1]。これにより、周辺の山々は御要害山として立ち入り禁止になり、薪・カヤの伐採も禁止された[2]。
- 1670年（寛文10年） - 駿河国駿東郡深良村へ芦ノ湖の水を落とす箱根掘貫工事が完成する。
- 1736年（元文元年）ころ - 大涌谷からの引き湯が始まる。
- 1872年（明治5年） - 江川英武が、村民共有地を300円で買い上げ県有地とする。
甲斐国から人を入れて開墾するも、成功せず。
- 1873年（明治6年）9月5日 - 字大地獄を大涌谷へ改称する[3]。
- 1880年（明治13年） - 渋沢栄一と益田孝へ県有地の原野750町を払い下げる。渋沢と益田は、牧場「耕牧舎」を経営し、従弟の須永伝蔵を責任者として開拓に着手する。

#### 村発足後
- 1889年（明治22年）4月1日 - 町村制の施行により、仙石原村が成立。大字は編成せず。同時に所属郡が足柄上郡から足柄下郡に変更された。
- 1891年（明治24年） - 上湯・下湯に温泉旅館が建ち、観光開発が始まる。
- 1896年（明治29年） - 水飢饉により、地元民が箱根用水の水確保のために設けられていた湖尻逆川堰止めを破壊する「逆川事件」が発生し、芦ノ湖の水利権訴訟が始まる。
- 1898年（明治31年） - 大審院が「逆川事件」の訴えを棄却し、芦ノ湖の慣行水利権は静岡県深良村外6か村水利組合が有することとなる。
- 1904年（明治37年） - 「耕牧舎」責任者の須永伝蔵が死去し、「耕牧舎」は営業を廃止。350町を仙石原村に寄付する。
渋沢と増田は、大涌谷の温泉を利用し、仙石原の再開発を計画した。
- 1912年（明治45年） - 大涌谷から俵石までの引湯工事が行われる。
- 1914年（大正3年） - 俵石閣が開業する。
- 1917年（大正6年） - 富士屋ホテルの山口正造が、ゴルフ場（後の富士屋ホテル仙石ゴルフクラブ）を開設する。
- 1930年（昭和5年）9月17日 - 耕牧舎関係者と大倉組代表者が発起人となり、箱根温泉供給株式会社が発足[4]。大規模な給湯がはじまり、大涌谷から仙石原へ造成温泉が引湯される。

- 1949年（昭和24年）4月4日 - 仙石原で愛林日記念植樹式。昭和天皇の行幸もあった[5]。
- 1954年（昭和29年） - 温泉造成用水をイタリー水源からポンプアップし、安定した温泉供給が可能となる。
- 1956年（昭和31年）9月30日 - 足柄下郡湯本町、温泉村、宮城野村、仙石原村および箱根町を廃し、その区域をもって箱根町となる。

## 経済

### 産業
農業を主とし、農間余業は木履造り、神代杉を湯本村周辺に出して挽物細工の材料にあてた。

## 交通

### 道路
- 県道箱根御殿場線 - 現在の国道138号
- 県道仙石原元箱根線 - 現在の神奈川県道75号湯河原箱根仙石原線
- 県道仙石原山北線 - 現在の神奈川県道731号矢倉沢仙石原線

## 名所・旧跡・観光スポット・祭事・催事
- 仙石原
- 仙石原温泉
- 耕牧舎跡
- 大涌谷
- 富士屋ホテル仙石ゴルフクラブ